# Henk de Vos
Hendrikus (Henk) de Vos (Rotterdam, 31 januari, 1911 - Ribiers, 23 juli 1982) was een Nederlands beeldend kunstenaar, actief als illustrator, wandschilder, schilder, tekenaar, aquarellist, textielkunstenaar, vervaardiger van mozaïek, en docent aan de Academie voor Beeldende Kunsten te Rotterdam.

## Levensloop
De Vos volgde zijn opleiding aan de Academie van beeldende kunsten in Den Haag en de Academie voor Beeldende Kunsten in Rotterdam. Hij was een leerling van Aart Glansdorp, Jaap Jongert en Herman Mees. Hij schilderde figuratief werk, waaronder stads- en havengezichten en landschappen, en ook stillevens en portretten.
Na afronding van zijn studies ging De Vos in 1937 als beeldend kunstenaar naar Parijs. Twee jaar later trok hij met een zeilboot naar Amerika maar kwam terecht in Tanger, waar hij tot 1940 actief was. Vervolgens verbleef hij van 1940 tot 1949 in de contreien van Nederlands-Indië, waar hij van Batavia vertrok van Cilacap en Flores naar Singapore in 1945, en via Sydney in Australië terug naar Batavia.
In 1949 vestigde De Vos zich in Rotterdam, waar hij de komende twintig jaar woonde en werkte. Hij gaf van 1961 tot 1976 les aan de Rotterdamse Academie, tot zijn leerlingen behoorden Adri Frigge, Lies Jonkers, Joost Minnigh, Yvonne Struys, en Hans Walgenbach.
De Vos was lid van de Vereniging van Beoefenaars der Monumentale Kunsten. In 1982 overleed hij in Frankrijk.

## Publicaties
- Maatschappij tot bevordering van Teken en Schilderkunst Leeuwarden, Schilderijen van Peter Nijhuijs, monumentaal werk en tekeningen van Henk de Vos, Leeuwarden, 1968.
- Peter Blokhuis. Henk de Vos: 1911-1982. 1987.

## Exposities, een selectie
- 1949. Schilderijen van Henk de Vos, 't Venster Rotterdam."[4]
- 1957. Schilderijen en tekeningen van Henk de Vos, Rotterdamse Kunststichting.[5]
- 1961. Tekeningen in Euromast, Rotterdam.[2]
- 1977. Henk de Vos - aquarellen en tekeningen, de Bonkelaar, Sliedrecht.[6]